# Кампу-Гранді (мікрорегіон)

Кампу-Гранді на карті штату Мату-Гросу-ду-Сул

Кампу-Гранді (порт. Microrregião de Campo Grande) — мікрорегіон в Бразилії, входить в штат Мату-Гросу-ду-Сул. Складова частина мезорегіону Північно-центральна частина штату Мату-Гросу-ду-Сул. Населення становить 833 909 чоловік на 2006 рік. Займає площу 28 261,421 км². Густота населення — 29,51 чол./км².

## Склад мікрорегіону
До складу мікрорегіону включені наступні муніципалітети:
1. Бандейрантіс
2. Кампу-Гранді
3. Коргінью
4. Жарагуарі
5. Ріу-Негру
6. Рошеду
7. Сідроландія
8. Теренус

| Бразилія | Це незавершена стаття з географії Бразилії. Ви можете допомогти проєкту, виправивши або дописавши її. |